# Светлогорск II
Светлого́рск II — одна из двух железнодорожных станций города Светлогорска (Калининградская область). Станция обслуживает пригородные поезда из Калининграда, Зеленоградска и Пионерского. Грузовые операции на станции не производятся. Станция является тупиковой.

## История
Станция была открыта 6 мая 1906 года. Первоначально она называлась Rauschen-Düne (Раушен (то есть «шумящая, шелестящая») — дюна).
В 1975 году на станции был построен новый вокзал, который был украшен трёхмерными мозаичными рельефами в стиле соцреализма работы художников Николая Фролова, Олега Атрощенко и Альберта Шестакова — эти художники также являются авторами знаменитых мозаичных «Солнечных часов» на светлогорском променаде. 
В 1976 году направление на Светлогорск II электрифицировано. 17 июля 2006 года Калининградская железная дорога начала реконструкцию станции, в ходе которой было построено новое здание вокзала с залом ожидания на 150 мест и буфетами. Также была реконструирована посадочная платформа. Ей заменили навесы, скамейки и огородили забором, а на входе установили турникеты.

## Фото

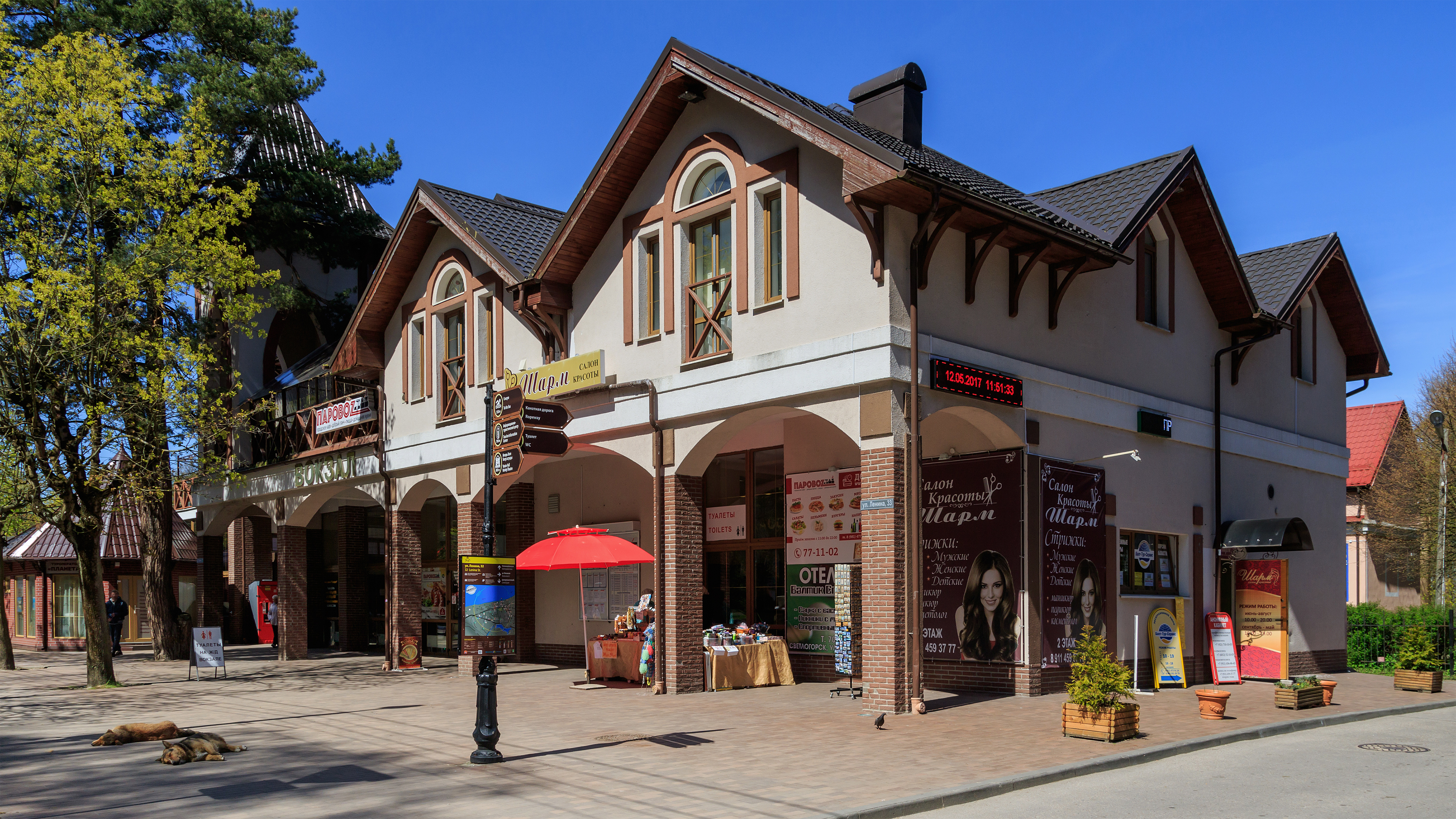
Новый вокзал Светлогорск II
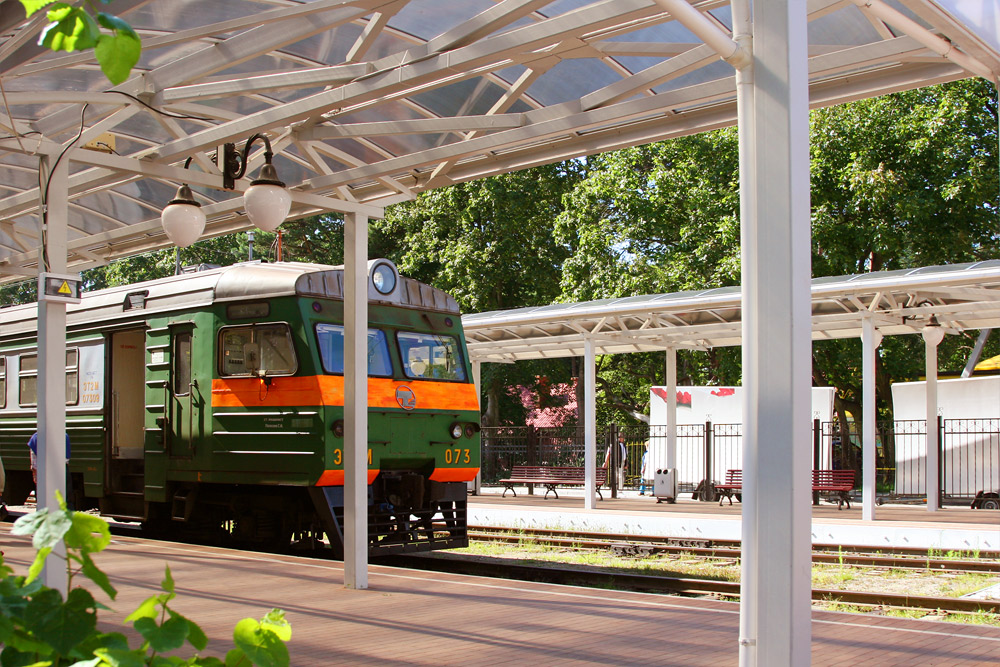
Новая посадочная платформа
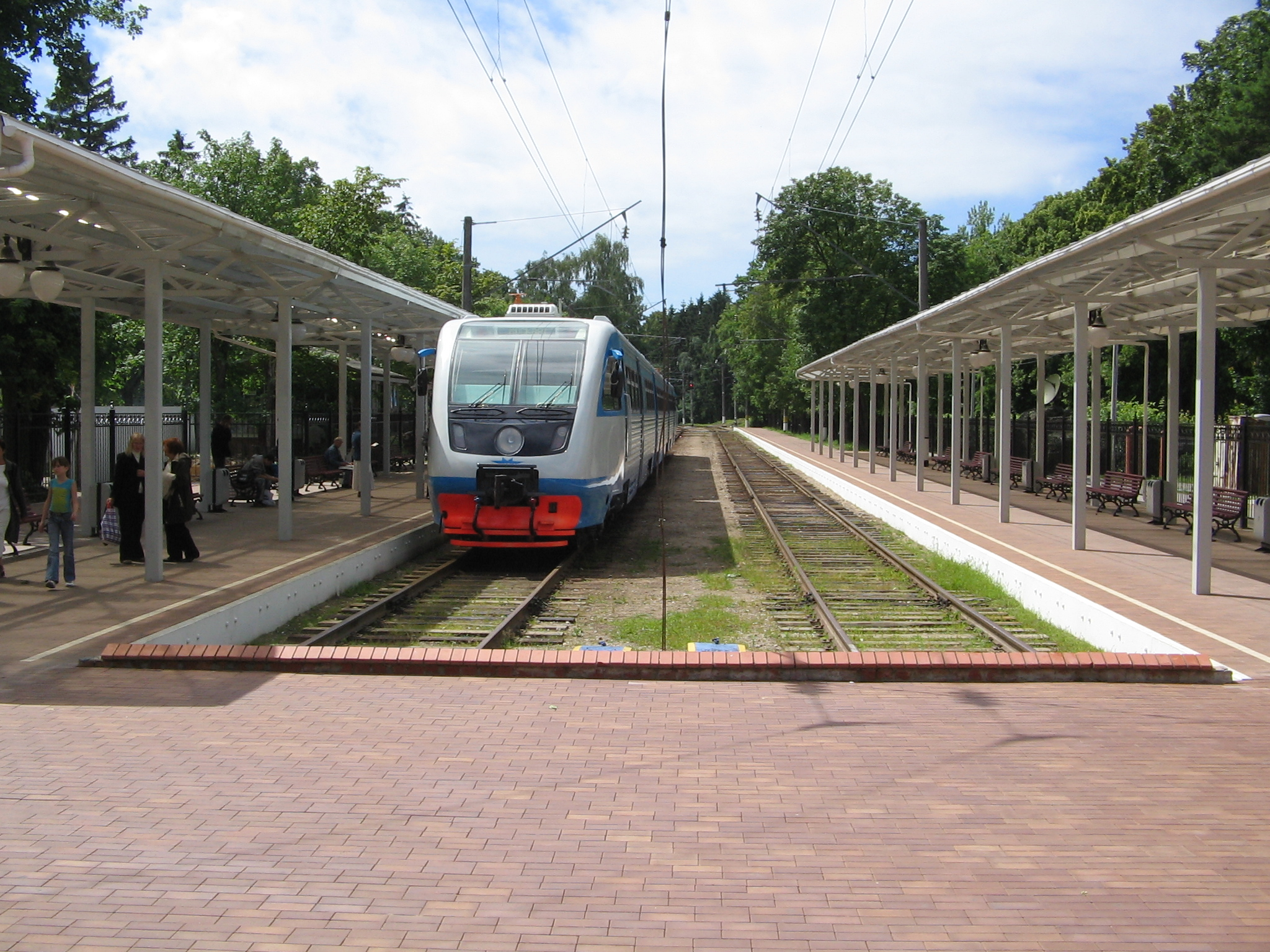
Рельсовый автобус РА2